# 보이로 수용소

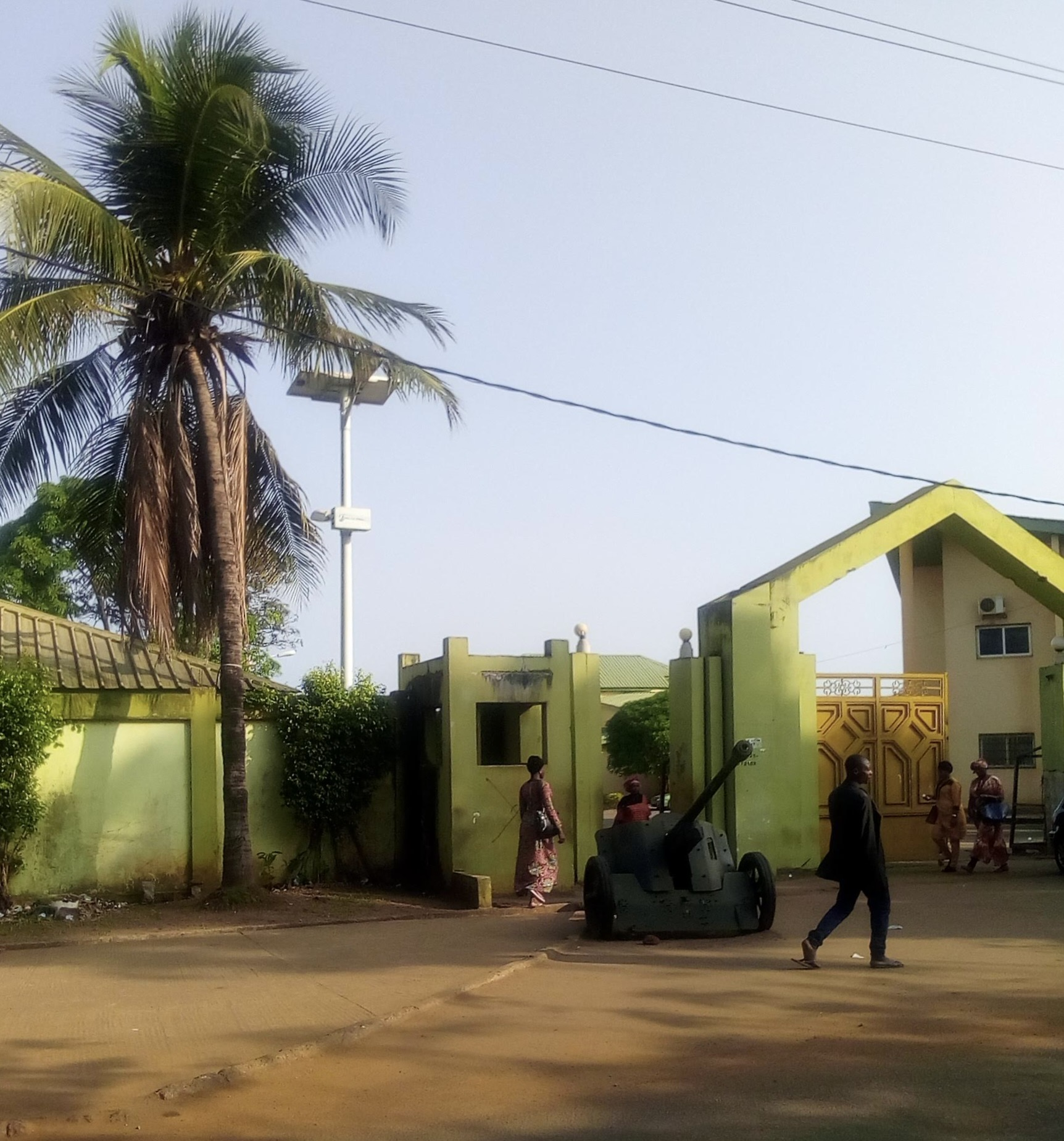
현재는 사용되지 않는 보이로 수용소 입구

보이로 수용소(Camp Boiro)는 기니 코나크리에 있던 강제 수용소였다. 아메드 세쿠 투레 독재 정권기에 정치적 반대자 수천 명이 투옥됐다. 보이로 수용소에서 거의 5천 명이 처형되거나 고문 혹은 굶주림으로 사망한 것으로 추산되지만 그 수를 5만 명까지 잡는 통계도 있다.